# Misery Bear
Misery Bear is een reeks korte films geproduceerd door Roughcut TV die wordt gepubliceerd op de website van de Britse omroep BBC. Het is tevens de naam van de teddybeer die in deze reeks de hoofdrol speelt. De films gaan over het deprimerende bestaan van deze teddybeer en zijn gebrek aan succes op het gebied van werk, liefde en vriendschap, alsmede zijn excessieve alcoholgebruik. In de films is hij meer dan eens te zien met een fles Jack Daniel's, maar hij drinkt ook wijn en blikken bier.
De eerste aflevering van Misery Bear, getiteld "Trip to London", verscheen in oktober 2009. In maart 2011 verscheen een speciale Misery Bear voor Comic Relief met daarin een gastrol voor Kate Moss. Ook verscheen een film in het kader van een campagne van Amnesty International, waarin Misery Bear wordt gemarteld nadat hij op Facebook de regering "a bunch of idiots" (een stelletje idioten) noemt.
In 2011 werd bekendgemaakt dat Misery Bear zou verschijnen in een boek, dat naar verluidt door de beer zelf zou zijn geschreven. Dit boek verscheen begin oktober 2011 en is getiteld Misery Bear's Guide to Love and Heartbreak.